# Liebfrauen (Oberstammheim)

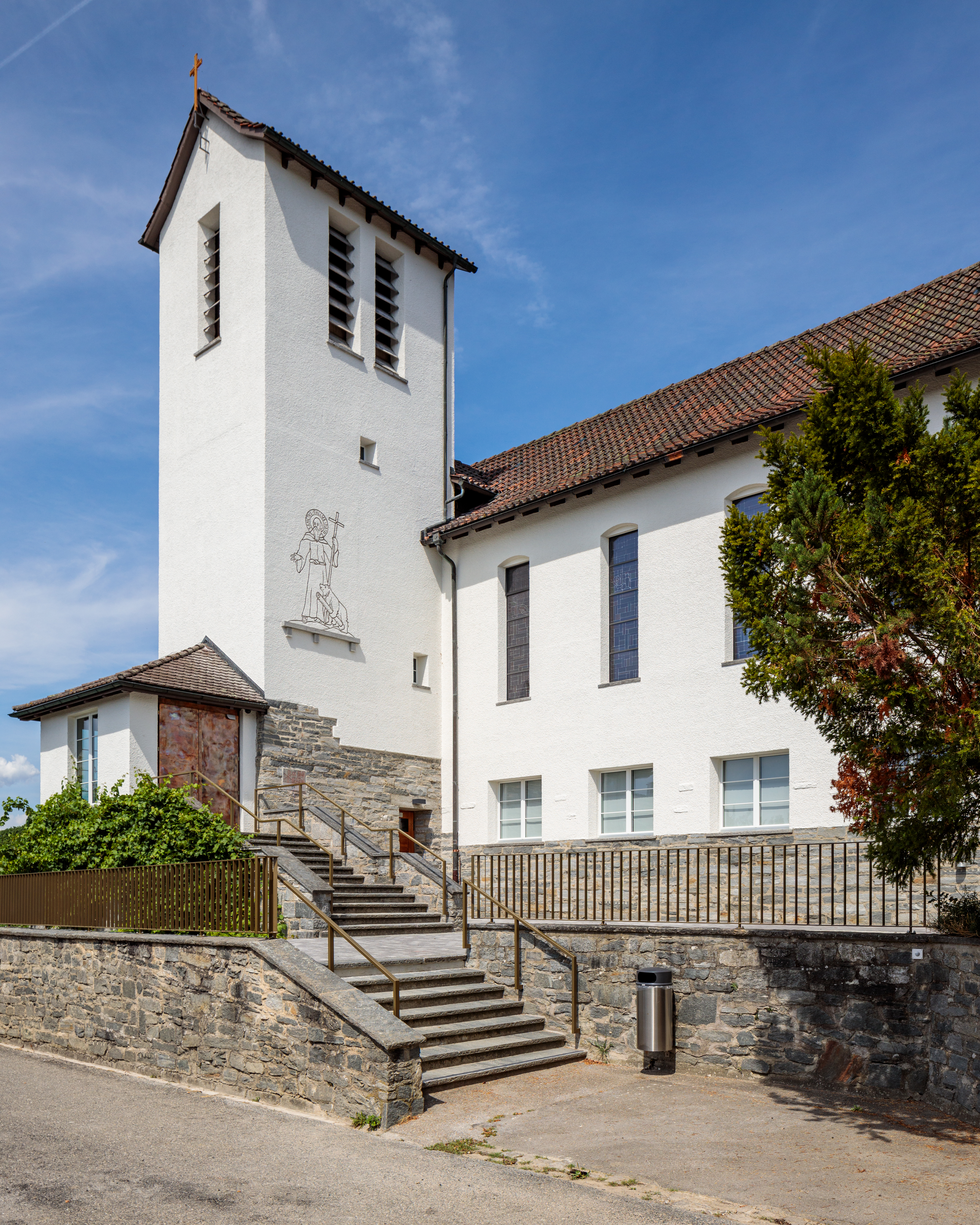
Liebfrauenkirche Oberstammheim

Die römisch-katholische Marienkirche von Oberstammheim im Kanton Zürich ist eine Liebfrauenkirche und trägt das Patrozinium Maria Unbefleckte Empfängnis. Zusammen mit der Kirche St. Plazidus und Sigisbert in Kleinandelfingen und der Kirche St. Leonhard in Feuerthalen gehört sie zum Seelsorgeraum Katholische Kirche Weinland im Bistum Chur.

## Geschichte

### Vorgeschichte und Namensgebung
Die mittelalterliche Galluskirche in Oberstammheim wurde im Jahr 897 erstmals urkundlich erwähnt. Dem hl. Gallus war diese Kirche geweiht, weil der Alamanne Isanhard im Jahr 761 seine Besitzungen in Stammheim, Basadingen und Etzwilen dem Kloster St. Gallen samt Leuten, Vieh, Gebäuden und Boden verschenkt hatte. Im Jahr 1310 wurde die romanische Kirche vollständig ausgemalt, 1504 wurden gotische Spitzbogenfenster in das Mauerwerk eingelassen. Nach der Reformation in Zürich ab dem Jahr 1523 war in den zürcherischen Untertanengebieten der katholische Ritus verboten. Fortan wurde die Galluskapelle für reformierte Gottesdienste verwendet.

### Entstehungs- und Baugeschichte

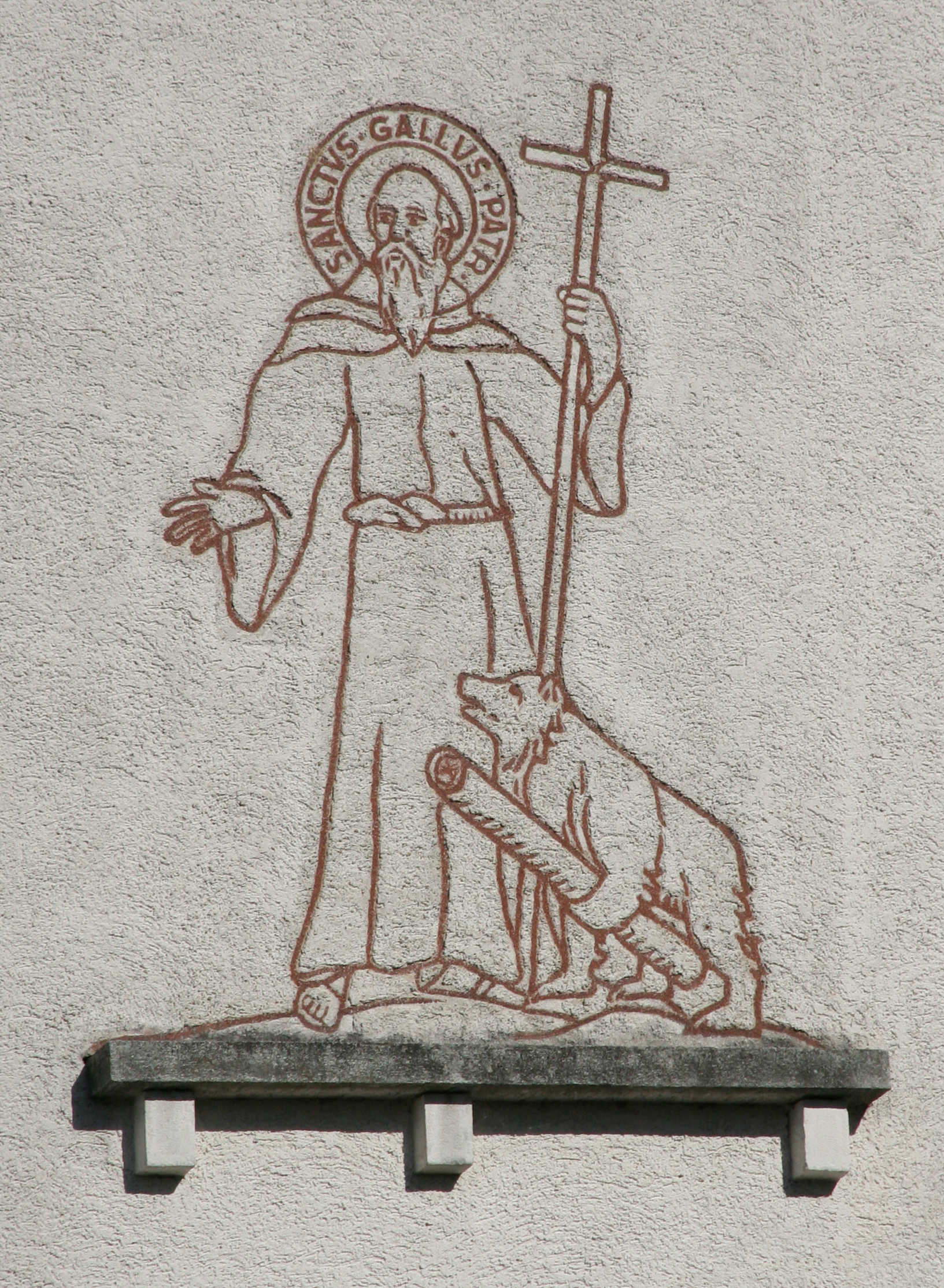
Gallus-Bild am Kirchturm

Im Zuge der Niederlassungs- und Religionsfreiheit des schweizerischen Bundesstaates zogen Ende des 19. Jahrhunderts erste Katholiken ins Zürcher Weinland. Um einen katholischen Gottesdienst zu besuchen, mussten lange Wege zu den katholischen Kirchen von Rheinau, Winterthur oder Schaffhausen auf sich genommen werden. Deshalb versammelte sich im Jahr 1923 eine Gruppe Katholiken in Ossingen, die sich mit der Bitte um eine bessere seelsorgliche Betreuung an den Bischof von Chur wandte. Bischof Georg Schmid von Grüneck beauftragte daraufhin den Pfarrer von St. Marien Winterthur-Oberwinterthur, sich der Katholiken im Zürcher Weinland anzunehmen. Im Jahr 1926 wurde im Gasthaus Hirschen in Ossingen erstmals seit der Reformation im Zürcher Weinland ein katholischer Gottesdienst gehalten. Schon 1928 bauten die Katholiken im westlichen Dorfteil von Ossingen eine St. Annakapelle. Im Jahr 1932 erhielt das Zürcher Weinland einen ersten katholischen Pfarrer, der sich zunächst in Ossingen und ab 1934 in Oberstammheim niederliess. In seinem Wohnhaus in Oberstammheim richtete er eine Kapelle ein und betreute weiterhin auch die Kapelle in Ossingen. Da in den 1930er Jahren in der Gegend von Andelfingen nur wenige Katholiken wohnten, in Stammheim dagegen etliche neu zugezogene Katholiken ansässig waren, verlagerte sich der Schwerpunkt der Seelsorge nach Oberstammheim. In den 1930er Jahren konnten auch die Nachbargrundstücke des Pfarrhauses in Oberstammheim für den Bau einer Kirche erworben werden. Da Ossingen von Andelfingen und Marthalen nur schwer erreichbar war, erwies sich die St. Annakapelle als ungünstig gelegen. Die St. Annakapelle in Ossingen wurde deshalb verkauft und zu einem Wohnhaus umgebaut. Als Ersatz fanden in Kleinandelfingen im Restaurant Zum Bad ab dem Jahr 1938 erste katholische Gottesdienste statt. 1939 wurde gegenüber dem Restaurant Zum Bad ein Grundstück erworben und eine hölzerne Notkirche errichtet. Im Kriegsjahr 1942 wurde in Oberstammheim die Marienkirche mit Hilfe von Spenden errichtet. Architekt der Kirche war Arnold Meyer aus Hallau. Am 5. August 1941 fand der Baubeginn statt, am 26. Oktober die Grundsteinlegung und an Pfingsten des folgenden Jahres, am 24. Mai 1942, war der Bau der Kirche vollendet. Als weitere Patrone der Kirche wurden der hl. Gallus und die hl. Anna bestimmt. Im Jahr 1971 wurde das Pfarrhaus in Oberstammheim renoviert und 1972 der Chor der Marienkirche an die Vorgaben des Zweiten Vatikanischen Konzils angepasst. Da sich in der Region des Bezirkhauptorts Andelfingen immer mehr Katholiken ansiedelten, verlagerte sich der Schwerpunkt der Pfarrei ab den 1960er Jahren nach Kleinandelfingen, von wo aus seither die Seelsorge und Pfarreiarbeit auch für Oberstammheim organisiert wird. Die 1966 zu einer eigenständigen Pfarrei ernannte Gemeinde in Feuerthalen ist eine Tochterpfarrei von der Pfarrei Stammheim-Andelfingen. Im Jahr 2011 wurden diese beiden Pfarreien zu einem Seelsorgeraum verbunden.
Die Pfarrei Stammheim-Andelfingen ist zuständig für die Katholiken in den Gemeinden Adlikon, Andelfingen, Benken, Humlikon, Kleinandelfingen, Marthalen, Stammheim, Ossingen, Trüllikon und Truttikon. Der Seelsorgeraum mit den beiden Pfarreien Feuerthalen und Stammheim-Andelfingen ist mit seinen 3'967 Mitgliedern (Stand 2021) eine der mittelgrossen katholischen Kirchgemeinden des Kantons Zürich.

## Baubeschreibung

### Kirchturm und Äusseres

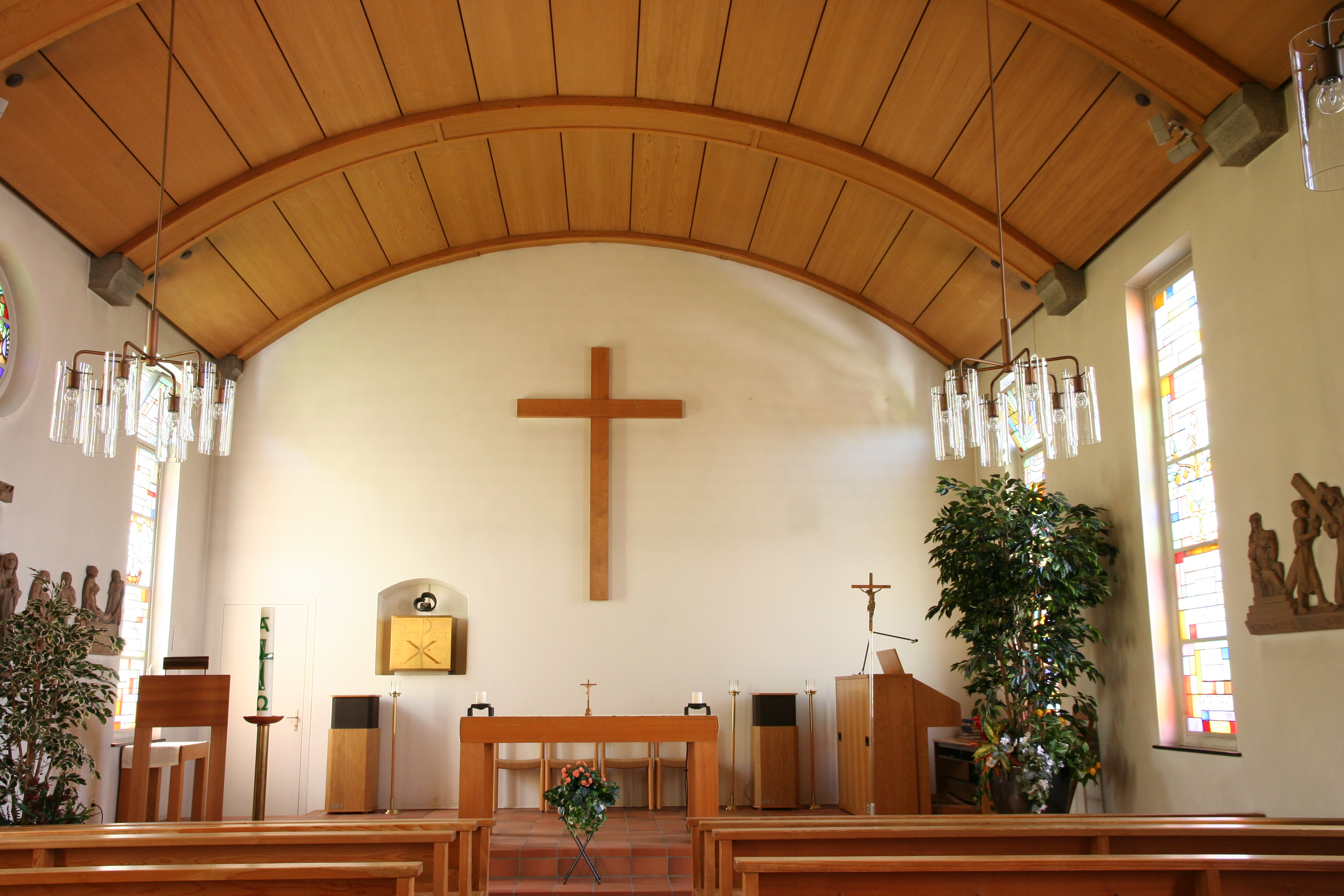
Altarraum (noch ohne Orgel)

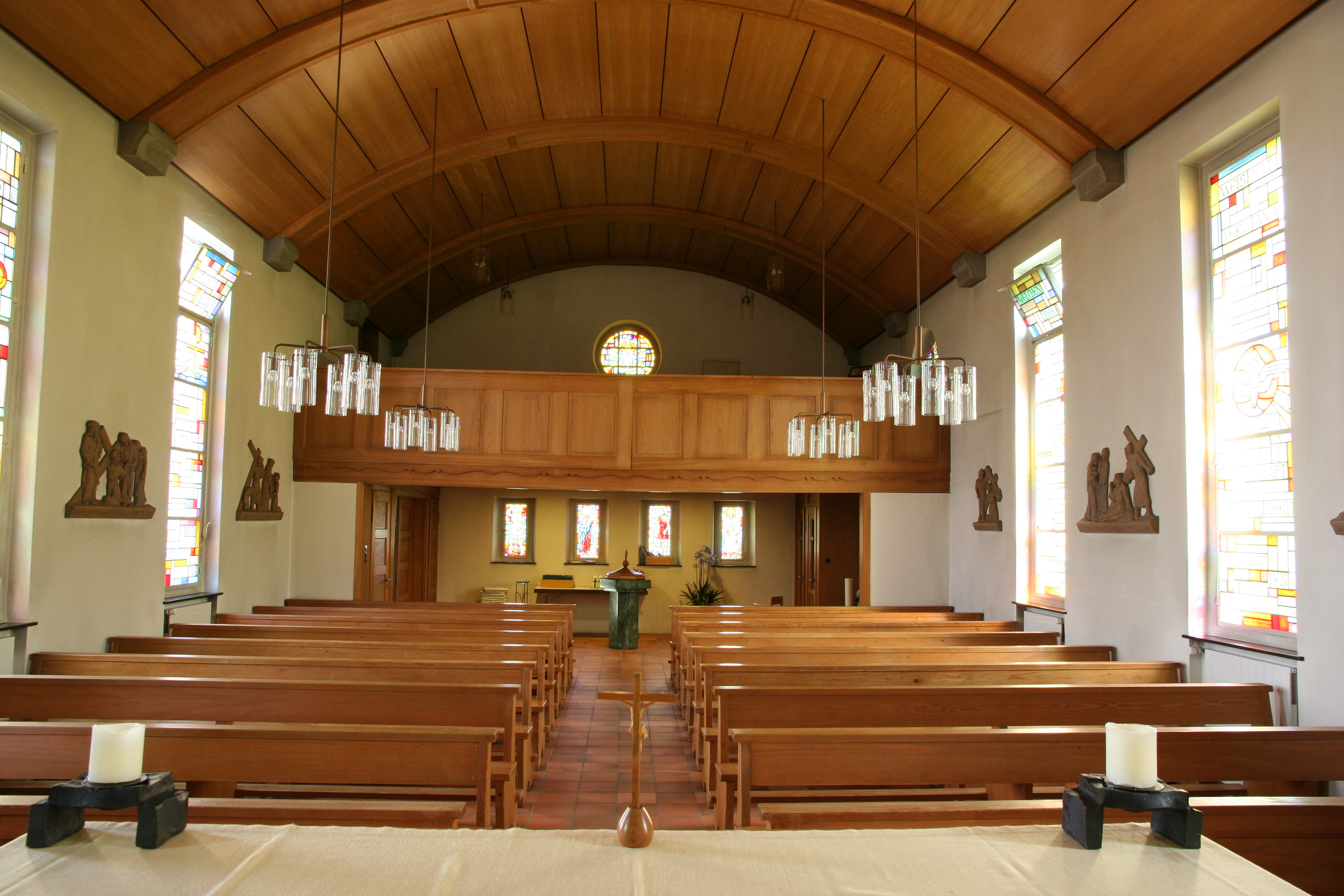
Blick zur Empore

Die Marienkirche befindet sich am Kirchweg in Oberstammheim und folgt dem Verlauf dieses Weges, weshalb der Chor der Kirche in südöstliche Richtung zeigt. Die schlichte, einschiffige Kirche wird mit einem Satteldach abgeschlossen und besitzt als schmückendes Element an der Fassade des Kirchturms eine Darstellung des hl. Gallus samt Bären. Diese Darstellung verweist auf die Gründung der ältesten Kirche im Stammertal durch das Kloster St. Gallen. Über eine Treppenanlage gelangt man durch einen Vorbau in den Turm der Kirche, in dessen Innerem eine weitere Treppe bis zur eigentlichen Kirche führt, welche sich im ersten Stock des Gebäudes über dem Pfarreisaal befindet.
Das vierstimmige Geläut der Kirche setzt sich aus Glocken unterschiedlichen Alters und Herkunft zusammen:
| Glocke | Schlagton | Giesserei                      | Gussjahr |
| ------ | --------- | ------------------------------ | -------- |
| 1      | a′        | E. Eschmann AG Rickenbach (TG) | 1968     |
| 2      | cis″      | E. Eschmann AG Rickenbach (TG) | 1965     |
| 3      | e″        | H. Rüetschi AG Aarau           | 1942     |
| 4      | fis″      | E. Eschmann AG Rickenbach (TG) | 1965     |

### Innenraum und künstlerische Ausstattung

#### Innenraum
In der Kirche befindet sich der Besucher zunächst unter der Orgelempore, wo sich auch der Taufstein befindet. Diese Anordnung verweist auf die bis zum Zweiten Vatikanischen Konzil übliche Gestaltung eines Gotteshauses als Wegkirche, in der der Gläubige räumlich den inneren Weg zurücklegt, der durch die Taufe über die Teilnahme am Gottesdienst im Kirchenschiff bis zum Altarraum mit dem Allerheiligsten im Tabernakel gelangt. Der Altarraum hebt sich durch wenige Stufen vom restlichen Gottesdienstraum ab. Seit 1971 befindet sich im Altarraum ein schlichter Holzaltar, ein Ambo sowie an der Rückwand ein Holzkreuz sowie der Tabernakel, der von der vorherigen Innenausstattung übernommen wurde. Die getriebene Frontseite des Tabernakels zeigt neben dem Christusmonogramm die Worte „Der Meister ist da und ruft dich.“ 

#### Fenster
Die Glasfenster stammen aus der Werkstatt Mäder Zürich und zeigen folgendes Programm, beginnend an der nördlichen Kirchenseite vom Altarraum nach hinten:
- Das erste Fenster zeigt einen Pelikan, der sich mit dem Schnabel die Brust öffnet, damit seine Jungen sein Blut trinken können. In der christlichen Ikonografie ist der Pelikan ein Christussymbol. Passend dazu findet sich der Spruch aus Joh 6, 56: „Wer mein Fleisch isst, der bleibt in mir und ich in ihm.“

- Das zweite Fenster ist ein Rundfenster und zeigt die vier Evangelistensymbole. Die Inschrift lautet: „Gehet hin und lehret alle Völker.“

- Das dritte Fenster enthält das Symbol der Heiliggeisttaube und zählt die sieben Gaben des Heiligen Geistes auf, wie sie in Jes 11,29 angetönt werden: „Weisheit, Verstand, Rat, Stärke, Wissenschaft, Frömmigkeit, Furcht des Herrn.“

- Das vierte Fenster enthält den Satz aus Joh 20,23: „Wem ihr die Sünden nachlasset, dem sind sie nachgelassen.“ In der Mitte des Fensters finden sich die mosaischen Gesetzestafeln sowie die beiden Schlüssel, welche auf das Papstamt verweisen.

- Das fünfte Fenster an der Nordwand der Kirche befindet sich auf der Höhe der Orgelempore und stellt den König David dar, Prototyp für die Kirchenmusiker.

- Auf der südlichen Seite der Kirche findet sich im Altarraum das sechste Fenster. Es wurde von den Pfarrherren der Nachbarpfarreien gestiftet und enthält folgenden Spruch aus dem Weiheritus für Priester: „Der Priester soll opfern, segnen, predigen, vorstehen und taufen.“ Als Symbole für das Priesteramt finden sich auf dem Fenster ein Kelch, eine Patene, ein Messbuch sowie eine Priesterstola.

- Das siebte Fenster enthält das Christuszeichen, Zweige mit Früchten, das Wappen des damaligen Papstes Pius XII. sowie Eheringe, die ineinander verschränkt sind. Die Inschrift dieses Fensters stammt aus Eph 5,32 und lautet: „Dieses Geheimnis ist gross im Hinblick auf Christus und die Kirche.“

- Das achte Fenster zeigt eine Öllampe sowie einen Krug und die Inschrift aus Jak 4, 14: „Ist jemand krank unter euch, rufe er die Priester.“

- Das neunte Fenster ist der Taufe gewidmet. Es enthält die Symbole Wasser, Fisch und Kreuz sowie die Inschrift aus Matth 28, 19: „Taufet sie im Namen des Vaters und des Sohnes und des heiligen Geistes.“

- An der Rückwand der Kirche wird das Fensterprogramm fortgesetzt mit einem Rundfenster, das Christus in der Vision des Bruder Klaus mit den nach innen und aussen weisenden Lichtstrahlen zeigt.

Unter der Orgelempore befinden sich hinter dem Taufstein vier Glasfenster, welche v. l. n. r. folgende Themen zeigen: Erzengel Michael, Maria mit dem Jesuskind, Johannes der Täufer mit dem Lamm Gottes, Hl. Petrus mit Schlüssel und Fischernetz.

#### Orgel
Seit 2020 gibt es in der Liebfrauenkirche auch eine kleine Orgel. Sie wurde 2004 als Hausorgel von Erwin Erni, Stans gebaut und hat einen Umfang von sieben Registern auf zwei Manualen und Pedal. 2020 konnte die katholische Kirchengemeinde dieses Instrument kaufen und durch den Erbauer in der Kirche aufstellen lassen. Der Standort ist nicht wie meist üblich die Empore im hinteren Teil der Kirche; vielmehr steht die Orgel an der Stirnwand in unmittelbarer Nähe zum Altar. Neben dem gottesdienstlichen Einsatz dient die Orgel auch als Ausbildungs- und Übungsinstrument der Musikschule Andelfingen.
Disposition
| I Hauptwerk C-g³, |       |
| Rohrflöte         | 8′    |
| Principal         | 4′    |
| Quinte            | 2 ⁄3′ |

| II Positiv C–g³ |    |
| Gedeckt         | 8′ |
| Spitzflöte      | 4′ |
| Principal       | 2′ |
| 0Tremulant      |    |

| Pedal C-f¹ |     |
| Subbass    | 16′ |

- Koppeln: II/I, I/P, II/P